# Nyamihondo
Nyamihondo är ett vattendrag i Burundi.   Det ligger i provinsen Ruyigi, i den centrala delen av landet, 90 km öster om huvudstaden Bujumbura.
Omgivningarna runt Nyamihondo är en mosaik av jordbruksmark och naturlig växtlighet. Runt Nyamihondo är det ganska tätbefolkat, med 160 invånare per kvadratkilometer.